# ريس ويب (لاعب اتحاد الرغبي)
ريس ويب (بالإنجليزية: Rhys Webb)‏ هو لاعب اتحاد الرغبي بريطاني، ولد في 9 ديسمبر 1988 في بريدجند ‏ في المملكة المتحدة.

## وصلات خارجية
- ريس ويب على موقع سلسلة سباعيات الرغبي العالمية - رجال (الإنجليزية)
- ريس ويب عل موقع إسبنسكروم (الإنجليزية)
- ريس ويب على موقع ItsRugby.co.uk (الإنجليزية)